# Saïd Djinnit
Saïd Djinnit, en arabe : سعيد جينيت, né le 7 juin 1954, est un diplomate algérien, haut fonctionnaire auprès de l'ONU. De 2014 à 2015, il a été l'envoyé spécial de l'organisation pour la région des Grands Lacs. Auparavant il avait dirigé l'UNOWA (United Nations Office for West Africa (en)).